# Michele Galante
Michele Galante (San Marco in Lamis, 26 aprile 1948) è un politico italiano.

## Biografia
Si è avvicinato alla politica ad Urbino negli anni universitari e nel 1967 è eletto rappresentante degli studenti vivendo in prima fila gli anni del movimento studentesco del ’68. Laureatosi, diventa ricercatore presso l'Università di Urbino. Si iscrive al Partito Comunista Italiano nel 1973 e decide dal 1974 di svolgere l'attività di funzionario del Partito presso la Federazione di Foggia.
Nel 1973 è candidato come capolista del PCI al Comune di San Marco in Lamis, eletto, resta consigliere comunale fino al 1979. Segretario provinciale della FGCI nel biennio 1975-76 entra nella Segreteria provinciale e ci rimane fino al 1983 con la responsabilità prima dell'organizzazione e poi dei problemi economici e sociali. Dal 1977 ad oggi, nei Ds, è ininterrottamente Dirigente regionale ricoprendo vari incarichi fino a diventare nel 2001-03 coordinatore della Segreteria regionale dei DS. Dal 1982 al 1987 è consigliere del PCI alla Provincia di Foggia.
Nel 1983 è eletto Segretario provinciale del PCI, carica che ricopre fino alle elezioni politiche del 1987, quando è eletto Parlamentare nella circoscrizione Bari-Foggia. Componente della Commissione Difesa e rappresentante per la Camera nella Conferenza per lo Sviluppo e la Cooperazione in Europa, ora Osce, insieme a Boffa, Sarti e Granelli.
Successivamente ha fatto parte del Comitato direttivo del Parco del Gargano. Dal 1993 al 2001 ha ricoperto l'incarico di Sindaco di San Marco in Lamis. È stato anche Presidente di Promodaunia. È dirigente provinciale e regionale dei DS. Aderisce al Partito Democratico.

## Pubblicazioni
- “Criminalità e illegalità in Capitanata”, Edizioni dal Sud.
- “Parco Nazionale del Gargano. Il difficile avvio”, Edizioni dal Sud.
- “L'eccidio ignorato”, Edizioni dal Sud.